# عرض الأعور (السبرة)

تعديل مصدري - تعديل

عرض الأعور هي إحدى قرى عزلة مطاية بمديرية السبرة التابعة لمحافظة إب، بلغ تعداد سكانها 320 نسمة حسب تعداد اليمن لعام 2004.